# Rallicula
A  Rallicula a madarak osztályának darualakúak (Gruiformes) rendjébe és a  guvatfélék (Rallidae) családjába tartozó nem. Jelenlegi besorolása erősen vitatott egyes szervezetek a Sarothruridae családjába sorolják a nemet. Mások ebbe a családba, de a Rallina nembe.

## Rendszerezésük
A nemet Hermann Schlegel német ornitológus írta le 1871-ben, az alábbi fajok tartoznak ide:
- gesztenyebarna guvat (Rallicula rubra[1] vagy Rallina rubra)[2]
- tüskés guvat (Rallicula leucospila[1] vagy Rallina leucospila)[2]
- nimfa guvat (Rallicula forbesi[1] vagy Rallina forbesi)[2]
- Mayr-guvat (Rallicula mayri[1] vagy Rallina mayri)[2]